# Internationale Gesellschaft für erzieherische Hilfen
Die Internationale Gesellschaft für erzieherische Hilfen (IGfH) – Sektion Bundesrepublik Deutschland der Fédération Internationale des Communautés Educatives (FICE) e.V. ist ein bundesweit tätiger und über die Mitgliedschaft in der FICE international vernetzter Fachverband der Jugendhilfe. Die IGfH wurde 1961 von Lehrern und Erziehern sowie weiteren an einem internationalen Fachaustausch auf dem Gebiet der Heimerziehung interessierten Persönlichkeiten gegründet. Die FICE selbst war eine 1948 auf Betreiben der UNESCO gebildete Plattform des europäischen Fachaustausches zwischen Pädagogen aus Kinderdörfern und Heimen mit dem Ziel, die außerfamiliäre Versorgung kriegsgeschädigter und verwaister Kinder im Nachkriegseuropa zu qualifizieren.

## Geschichte
Bis 1969 blieb der internationale Name unübersetzt. Der „FICE-Sektion der Bundesrepublik Deutschland“ erschien eine Eindeutschung als zu sperrig – „unter 'Kindergemeinschaften' konnte man sich kaum etwas Vernünftiges vorstellen“ (Vogt 1987, S. 5). Mit neuer Satzung und infrastrukturell gestärkt durch den Deutschen Paritätischen Wohlfahrtsverband gab sich der Verein im April 1969 den Namen „Internationale Gesellschaft für Heimerziehung“, zugleich bürgerte sich die Abkürzung IGfH ein. Die IGfH engagiert sich seitdem besonders stark für eine Reform der Heimerziehung und die Entwicklung alternativer Formen, wie die Betreuung in Wohngruppen und in Pflegefamilien.
Im April 1992 schließlich wurde der Name geändert in „Internationale Gesellschaft für erzieherische Hilfen“. Ihren Sitz hat die IGfH seit 1969 in Frankfurt am Main. Sie ist gemäß ihrem Vereinsnamen Mitglied in der FICE. Sie ist ferner Mitglied des Deutschen Paritätischen Wohlfahrtsverbandes. Laut Selbstauskunft (Geschäftsbericht 2021–2023) hatte sie am 31. Dezember 2023 1.418 Mitglieder, darunter 747 Einzelmitglieder, 642 Einrichtungen und Dienste der Jugendhilfe und 29 (Landes-)Jugendämter.

## Vereinsziele
Politisch und konfessionell ungebunden versteht sich die IGfH als Förderin der „[...] Reform der erzieherischen Hilfen, insbesondere der Heimerziehung im Sinne der Charta des Kindes und der UN-Konvention über die Rechte des Kindes.“
Sie sieht sich als „[...] Transmissionsriemen zwischen Wissenschaft und Praxis [...]“ und organisiert Veranstaltungen, Seminare und Fortbildungen zum Austausch und Kontaktpflege zwischen den Fachkräften. Sie organisiert sich, zusätzlich zu den vereinsüblichen Gremien, in Regional-, Fach- und Arbeitsgruppen. Die IGfH agiert als Lobby im Dienste des Wohls und der Rechte von jungen Menschen, die in Heimen, Wohngruppen oder Pflegefamilien leben und/oder im Rahmen einer ambulanten Erziehungshilfe betreut werden. Sie vertritt nur in diesem Rahmen die Interessen von Fachkräften und von Institutionen.